# Djamtari
Djamtari est un village de la commune de Mayo-Baléo situé dans la région de l'Adamaoua et le département du Faro-et-Déo, à proximité de la frontière avec le Nigeria.

## Population
En 1971, Djamtari I et Djamtari II comptaient 246 habitants tandis que Djamtari III comptait 180 habitants, principalement Koutine (ou Pere).
Lors du recensement de 2005, le village comptait 947 personnes, 452 de sexe masculin et 495 de sexe féminin.